# Luo Xiaojuan
Luo Xiaojuan (Changzhou, 12 juni 1984) is een Chinees schermer.

## Carrière
Luo won in 2012 olympisch goud met het degen team.
In 2006 werd zij wereldkampioen met het team.

## Resultaten

### Olympische Zomerspelen
| Jaar | Plaats | Resultaten           |
| ---- | ------ | -------------------- |
| 2012 | Londen | 17e degen degen team |

### Wereldkampioenschappen schermen
| Jaar | Plaats    | Resultaten |
| ---- | --------- | ---------- |
| 2002 | Lissabon  | degen team |
| 2006 | Turijn    | degen team |
| 2010 | Parijs    | degen team |
| 2011 | Catania   | degen team |
| 2013 | Boedapest | degen team |

1996: Barlois, Flessel, Moressée-Pichot ·
2000: Aznavoerjan, Jermakova, Logoenova, Mazina ·
2004: Logoenova, Aznavoerjan, Jermakova, Sivkova ·
2012: Na, Xiaojuan, Yujie, Anqi ·
2016: Dinu, Gherman, Pop, Popescu ·
2020: Beljajeva, Embrich, Kirpu, Lehis ·
2024: Fiamingo, Navarria, Rizzi, Santuccio